# دروغ‌گوهای کوچک زیبا
دروغ‌گوهای خیلی کوچک (به انگلیسی: Pretty Little Liars) یک مجموعه تلویزیونی آمریکایی در ژانر درام نوجوان معمایی ساخته مرلین کینگ است. داستان این مجموعه از رمانی به همین نام اثر سارا شپرد اقتباس شده‌است. پخش این مجموعه از ۸ ژوئن ۲۰۱۰ از شبکه ای‌بی‌سی خانواده آغاز و در۲۷ ژوئن ۲۰۱۷ در ۷ فصل به پایان رسید.

## زیر مجموعه از سریال
در سال ۲۰۱۷ پس از پایان سریال، مرلین کینگ کارگردان سریال گفت دروغگوهای کوچک زیبا به‌طور کامل تمام نشده و داستان این سریال ادامه دارد. چند ماه بعد اعلام شد در نسخه ای از این سریال دو بازیگر این مجموعه یعنی ساشا پیترسه در نقش الیسون و جنا پریش در نقش مونا حضور دارند و نام این مجموعه دروغگوهای کوچک زیبا : کمال گرا (به انگلیسی: Pretty Little Liars: The Perfectionists) است و شروع این سریال ۲۰ مارس ۲۰۱۹ اعلام شد که در ده قسمت ساخته شده بود و قرار بود فصل بعد ساخته شود ولی کنسل شد.

## داستان
اگر دیوارهایی که رازهای تاریک خود را پنهان می‌کنند فرو بریزند، چه رخ می‌دهد؟ این سؤال تقریباً خلاصه این سریال است. داستانی در رزوود پنسیلوانیا دربارهٔ پنج دختر دروغگو که گروه کوچکی را تشکیل داده و با گم شدن آلیسون همه چیز به هم می‌ریزد. چهار نفر باقی مانده از فردی به نام "A" پیام‌های عجیب دریافت کرده که آن‌ها را به فاش کردن دروغ‌هایشان تهدید می‌کند. به تدریج رازهای آلیسون آشکار شده و همه چیز فرو می‌ریزد. رازهای مربوط به خیانت، خشونت، مرگ، عشق و ترس.

## شخصیت‌های اصلی

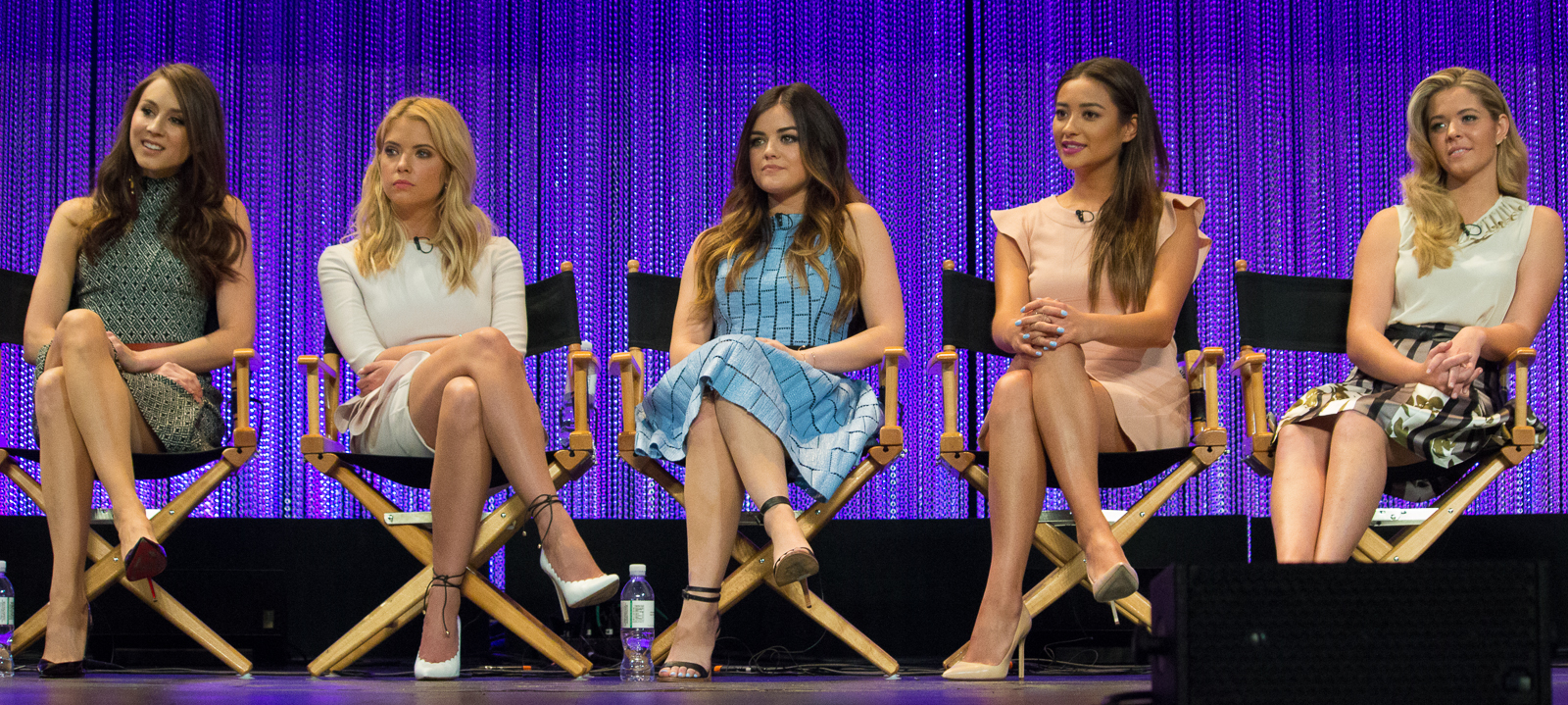
بازیگران دروغ‌گوهای کوچک زیبا، از راست به چپ: ساشا پیترسه، شای میتچل، لوسی هیل، اشلی بنسون و ترویان بلیزاریو

### لوسی هیلدر نقشآریا مونتگمری
آریا یک دختر با چشمان عسلی است و قبل از مرگ آلیسون و رفتن از رزوود، موهای مشکی و صورتی داشت. او یک برادر به نام مایک دارد و زمانی که با آلیسون درحال بازگشت از مدرسه به سوی خانه است پدرش را در حال خیانت کردن به مادرش می‌بیند، ولی سکوت می‌کند. او با معلم انگلیسی خود، ازرا فیتز رابطه داشت ولی می‌فهمد ازرا آلیسون را قبلاً می‌شناخته و در حال نوشتن کتابی از زندگی او و دوستانش بوده‌است، کم‌کم او را می‌بخشد و در آخر سریال با ازرا ازدواج می‌کند.
پنج سال بعد:

آریا در زمینه نویسندگی موفق است. او به ناچار مجبور می‌شود کارهای A را به دور از چشم دوستان‌اش انجام دهد، او متوجه این می‌شود که هیچوقت نمی‌تواند بچه دار شود ولی با این حال او و ازرا ازدواج می‌کنند.

### اشلی بنسوندر نقشهانا مرین
دختری با موهای بلوند و چشمان آبی. هانا در ابتدا به علت اضافه وزن اعتماد به نفس پایینی داشت تا اینکا مونا به او کمک کرد تا اندام ایده‌آلی داشته باشد و او را شبیه آلیسون جلوه بدهد. پس از لاغرشدن چهرهٔ زیبایی پیدا می‌کند و اعتماد به نفسش بالا می‌رود و شخصیتش به کل دگرگون می‌شود. او دختری معمولاً بانمک و پر صحبت، مهربان و بسیار زیبا است و از خواهر خوانده‌اش، کیت رندال تنفر دارد.
پنج سال بعد:

هانا در زمینه مدلینگ موفق شده‌است. او به رزوود برمی‌گردد و از کلیب جدا شده و با شخصی به نام جوردن هوبرت نامزد است اما در ادامه داستان با کیلب آشتی می‌کند و در پایان با یکدیگر ازدواج می‌کنند و صاحب فرزند می‌شوند.

### ترویان بلیزاریودر نقشاسپنسر هیستینگز
دختری باهوش که در ابتدا از خواهر بزرگترش متنفر است ولی در پایان سریال می‌بینیم که رابطه خوبی باهم پیدا می‌کنند. تنها کسی است که اندکی از رازهای آلیسون را می‌دانست، اسپنسر موها و چشم‌های خرمایی رنگ و روحیه ای قدرت طلب دارد. در فصل ۶ می‌بینیم که از توبی جدا شده و با کیلب رابطه دارد ولی در قسمت آخر فصل ۷ دوباره باهم رابطه برقرار می‌کنند. او دختر بیولوژیکی مری دریک، خواهر ملیسا، جیسون و شارلوت (سی‌سی دریک) و دوقلواش الکس دریک می‌باشد.
پنج سال بعد:
اسپنسر در کارهای حقوق موفق است. بعداً متوجه می‌شود این همه سال با دروغ بزرگی زندگی می‌کرده‌است، که مادرش مادر واقعی او نیست و دختر بیولوژیکی مری دریک (دوقلوی جسیکا دیلارنتیس) و دخترخالهٔ بیولوژیکی آلیسون است.

### شای میتچلدر نقشامیلی فیلدز
دختر شناگر و ورزشکار گروه و دوست مایا، که بعد از مرگ او با پیج مک‌کالرز دوست می‌شود. امیلی در خانواده ای قانونمند بزرگ شده‌است و تک فرزند می‌باشد.
پنج سال بعد:
امیلی بخاطر مرگ پدرش ترک تحصیل می‌کند و در بار شروع به کار می‌کند، اما بعدها در دبیرستان رزوود معلم شنا می‌شود و با آلیسون ازدواج کرده و صاحب دو دختر دوقلو با نام‌های لیلی و گریس می‌شود.

### ساشا پیترسهدر نقشآلیسون دیلارنتیس
دختر بسیار زیبا، خودخواه و بسیار باهوش. رهبر گروه است و با دخترها مانند عروسک‌هایش رفتار می‌کند. در مدرسه بسیار سرشناس و معروف است. در ادامه ناخواسته توسط شارلوت بیهوش و مادرش او را زنده زنده دفن می‌کند. اما خانم گرنوالد که دارای چشم بصیرت بود او را نجات می‌دهد. آلیسون مدتی پنهان می‌ماند و در فصل ۴ خود را به دخترها نشان داده، سپس در فصل ۵ به خانه و مدرسه اش برمی‌گردد. در فصل ۶ فکر می‌کند که Big A خواهر یا برادر اوست ولی مدتی بعد متوجه می‌شود که شارلوت در حقیقت دختر خاله اش است و خواهرش نیست.
پنج سال بعد:
آلیسون در دبیرستان رزوود معلم شده‌است. بعد از مرگ شارلوت به صورت مرموز افسردگی می‌گیرد و با الیوت رالینز، که قبل از مرگ شارلوت دکتر او بود ازدواج می‌کند و در ادامه می‌فهمد که نام او در اصل آرچر دانهیل بوده‌است و کلاهبردار می‌باشد. در قسمت آخر فصل ۶، آرچر به‌طور اتفاقی به دست آلیسون و دوستانش کشته می‌شود. در قسمت آخر متوجه میشویم رن پدر بیولوژیکی بچه های امیلی و آلیسون است.

## شخصیت‌های دیگر
- لورا لیتون در نقش اشلی مارین

مادر هانا. زنی که از شوهرش جدا شده و حضانت هانا را در اختیار دارد. زنی قوی است که در شرایط سخت روی پای خودش می‌ایستد. همیشه دنبال کمک کردن به هانا دخترش است. در بین داستان در یک قسمت با جیسون دیلارنتس رابطه برقرار می‌کند.
- ایان هاردینگ در نقش ازرا فیتز

ازرا در یک خانوادهٔ پولدار اما خودخواه بزرگ شده. جدا از خانواده زندگی می‌کند و عاشق نوشتن و ادبیات است. او از قبل آلیسون را می‌شناخت و می‌خواست درمورد اتفاقات او و دوستانش و A داستانی بنویسد پس به رزوود آمد و به آریا دروغ گفت اما در ادامه عاشق او شد. عشق آن‌ها ابتدا پنهان بود اما بعد از مدتی آریا حقیقت را به مادر و پدرش گفت و باعث شد ازرا کار خود را از دست بدهد. ازرا درنهایت با آریا ازدواج کرد.
- کیگان آلن در نقش توبی کاوانا

برادر ناتنی جنا مارشال دختری که الیسون و دوستانش کورش کردند و این حادثه را گردن توبی انداختند. توبی مدتی در کانون اصلاح و تربیت ماند و سپس برگشت. او با اسپنسر وارد رابطه شد. در اواسط داستان پلیس رزوود شد. در فصل ۶ او و اسپنسر از هم جدا شدند و در فصل ۷ با دختری به نام ایوان ازدواج کرد اما بعد از مرگ ایوان دوباره با اسپنسر وارد رابطه شد.
- تایلر بلک‌برن در نقش کیلب ریورز

کیلب ابتدا پسری بی‌خانمان بود که در هک کردن استاد بود. بعد از کمک کردن به هانا کم‌کم رابطه‌ای عاطفی بین آن‌ها شکل گرفت. کیلب نقش زیادی در پیدا کردن A داشت و همیشه مراقب هانا بود، او در سریال ravenswood که اسپین آف این سریال است نقشی اصلی داشت (در فصل ۴ قسمت ۱۳ هنگامی که همراه با میراندا کالینز، از شهر نفرین شدهٔ ریونزوود خارج می‌شدند قبرهایی با نام و تصویر خودشان پیدا کردند). در آخر کیلب و هانا باهم ازدواج کردند و صاحب فرزند شدند.
- آندریا پارکر در نقش جسیکا دلارنتیس و مری دریک

جسیکا و مری دو خواهر دوقلو بودند اما مری به وسیلهٔ جسیکا به ردلی فرستاده شد و جسیکا حضانت فرزند اول او، چارلز را به عهده گرفت. جسیکا به دست مری کشته شد و مری نیز به قصد تشکیل خانواده و فرار با دو فرزند دوقلواش، اسپنسر و الکس و همچنین برای یافتن قاتل شارلوت با الکس و آرچر همدست شد اما در آخر مونا او و الکس را در خانه‌ای عروسکی زندانی کرد.
- لیندزی شا در نقش پیج

در ابتدا او رقیب امیلی در شنا بود و یک بار سر امیلی را در آب کرده و قصد خفه کردن او را داشت اما مدتی بعد به عشقش اعتراف کرد. در ادامه داستان، پیج به علت روحیه اش از رزوود خارج شده و پس از بازگشت قصد داشت باز با امیلی ارتباط برقرار کند اما متوجه عشق بین امیلی و الیسون شد.
- توری دویتو در نقش ملیسا هیستینگز

ملیسا خواهر بزرگ‌تر اسپنسر بود ک مدام با اسپنسر دعوا داشتند. در ادامه مشخص می‌شود که برای حفاظت از خواهرش، بتانی یانگ را که گمان می‌کرده الیسون است و به دست خواهرش کشته شده را خاک می‌کند.
- تأمین سرسوک در نقش جنا مارشال

جنا مارشال دختری مرموز که به دست الیسون و دوست‌هایش نابینا شده‌است. مدتی بعد جنا به تیم A ملحق می‌شود و در آخر سریال می‌بینیم که در مدرسه رزوود مشغول به کار است.
- هالی ماری کمبس در نقش الا مونتگومری

الا مادر آریا می‌باشد که بعد از اطلاع یافتن از خیانت بایرن (پدر آریا) تصمیم به جدایی می‌گیرد. او با وجود مخالفت راجع به رابطه ازرا و آریا آنها را تا حدودی حمایت می‌کرد. در ادامه با مردی جوان تر از خودش قصد ازدواج داشت که متوجه هوس‌باز بودن او شد و از ازدواج با او خودداری کرد. در پایان دوباره با بایرن ازدواج کرد.
- جولیان موریس در نقش رن کینگستون

او ابتدا دوست پسر ملیسا بود اما با لو رفتن رابطه اش با اسپنسر او از خانه هیستینگزها رفت. او پزشک بود و مدتی نیز به هانا علاقه‌مند شد. در آخر با دیدن الکس که فهمیده بود خواهر دوقلوی اسپنسر است، به او علاقه‌مند شده و سعی کرد او را از کارهایش منصرف کند اما در پایان الکس اعتراف کرد که او را کشته و خاکسترش را تبدیل به الماس گردنبندش کرده‌است.
- درو وان اکر در نقش جیسون دلارنتیس

جیسون برادر آلیسون و اسپنسر و ملیسا است که حاصل رابطهٔ جسیکا و پیتر (پدر اسپنسر) می‌باشد. او عاشق آریا می‌شود و مدتی نیز با او رابطه داشت اما پس از شنیدن خبر ازدواج آریا برای او آرزوی خوشبختی کرد. جیسون برادری معمولاً دخترباز بود که در میانهٔ داستان با اشلی رابطهٔ عاطفی برقرار کرد که این رابطه دوام چندانی نداشت.
- برنت داتری در نقش نوئل کان

پسری مرموز که مدتی با الیسون سعی در پنهان کردن او داشتند اما بعد مشخص شد که با شارلوت (سی‌سی دریک) همدست هستند. مدتی نیز با جنا رابطه عاطفی داشت و سرانجام هنگامی که سعی در کشتن امیلی و هانا داشت به‌طور اتفاقی سرش با تبری که در دست داشت جدا شد.
- لزلی فرا در نقش ورونیکا هیستینگز

مادر اسپنسر و ملیسا می‌باشد که با وجود اینکه از خیانت شوهرش خبر دارد برای استحکام خانواده اش از او جدا نشد. همچنین در فصل ۶ در انتخابات پیروز و سناتور شد. او مادری مهربان و زنی قوی بود.
- نیه پپلز در نقش پم فیلدز

مادر امیلی می‌باشد، او مادری مهربان بود که در ابتدا امیلی را درک نمی‌کرد اما در ادامه توانست پشت دخترش بایستد و او را بپذیرد.
- برندون رابینسون در نقش لوکاس گاتسمن

یکی از دانش آموزان که توسط آلیسون مسخره می‌شد و مدتی به هانا علاقه‌مند می‌شود. به خاطر خوشحالی هانا اجازه می‌دهد کیلب در خانه او بماند. او در اواخر پیشنهاد شراکت در کارخانه اش را به هانا می‌دهد. همچنین او در بچگی تنها دوست چارلز/شارلوت بود.
- چاد لو در نقش بایرن مونتگمری

پدر آریا و مایک که با یکی از دانشجویان خود به زنش خیانت می‌کند ولی بعداً پشیمان می‌شود در میان داستان از مادر آریا به دلیل اختلاف عقیده و نظر جدا شده اما در فصل آخر دوباره با او ازدواج می‌کند.
- بیانکا لاسون در نقش مایا سنت جرمین

در خانه قبلی آلیسون زندگی می‌کند. مادر امیلی از اعتیاد او با خبر شد و او مدتی در مرکز ترک اعتیاد به سر برد و در آخر به دست کسی به نام نیت که عاشقش بود کشته شد.
- نولان نورث در نقش پیتر هیستینگز

پدر ملیسا و جیسون و اسپنسر و الکس. او با جسیکا دیلارنتیس جیسون را به دنیا می‌آورند و با ورونیکا ملیسا را و روزی در کافی شاپ که فکر می‌کرد به دیدن جسیکا دیلارنتیس می‌رود مری دریک به جای جسیکا آنجا بود و پیتر با مری، اسپنسر و دوقلوی آن الکس را به دنیا می‌آورند.
- رایان مریمان در نقش ایان توماس

وقتی با ملیسا نامزد بود اسپنسر را می‌بوسد و با آلی نیز رابطه‌ای مخفیانه داشت. بعد از ملیسا جدا شده. از نظر دخترها او A است و بعد از اینکه با ملیسا ازدواج می‌کند او را بچه دار می‌کند اما بچه‌شان سقط می‌شود و در آخر به دست A اول کشته می‌شود.

## شخصیت‌های ناشناس (A)
- A اول یا Orginal A (جنا پریش در نقش مونا وندروال)

اولین فرد ناشناس در داستان مونا وندروال دوست صمیمی هانا بود. مونا در طی دوران دبیرستان بارها توسط آلیسون مورد تمسخر قرار گرفته بود و دوستان آلیسون هم شاهد این ماجرا بودند و اقدامی برای جلوگیری رفتارهای آلیسون نمی‌کردند. از این رو مونا تبدیل به دختری با عقده انتقام شد. وی با نام A دخترها را شکنجه داد و سرانجام هویت وی افشا شده و به دیوانه خانه ردلی فرستاده شد اما از فصل سوم به بعد مونا هم یکی از افرادی شد که توسط Big A (A دوم) مورد اذیت قرار می‌گرفت. او همچنین بتانی یانگ و سی‌سی دریک را به قتل رساند.
- A دوم (ونسا ری در نقش شارلوت دریک)

چارلز دیلارنتس (شارلوت) دختر خاله آلیسون بود که خانواده دیلارنتس او را به فرزندی پذیرفته بودند (زیرا جسیکا به مادر واقعی چارلز، مری دریک تهمت روانی زده بود) چارلز از کودکی تمایلات عجیبی به رفتارهای دخترانه نشان می‌داد و حتی یک بار سعی در کشتن آلیسون داشت (البته که وی به شدت به آلیسون علاقه‌مند بود و کار او از عمد نبود) و به همین دلیل خانواده دیلارنتس (به ویژه پدر که نمی‌توانست این تمایلات دخترانه را بپذیرد) تصمیم گرفتند که او را در دیوانه‌خانه ردلی برای همیشه بستری کنند. اما چارلز در این مدت راه‌هایی برای خروج از ردلی پیدا کرد و بعدها جنسیت خود را به یک دختر به نام شارلوت تغییر داد و خود را به عنوان دوست‌دختر جیسون به خانواده دیلارنتس معرفی کرد. بعد از آنکه مونا در دیوانه خانه بستری و تحت تأثیر داروهای گیج‌کننده همه جریانات را برای او تعریف کرد و شارلوت تصمیم گرفت راه مونا را ادامه داده و A جدید باشد. او برای خود نام جدیدی به نام سی‌سی دریک انتخاب کرد و خود را به همین نام معرفی کرد. قصد او ابتدا انتقام گرفتن از دخترها بود چرا که فکر می‌کرد آنها از مرگ آلیسون خوشحال شده‌اند. اما وقتی آلیسون پیدا شد بازی را تمام کرد ولی مدتی متوجه شد که معتاد بازی شده‌است برای همین دوباره شروع به انجام کارهایی کرد و همین سبب شد که بازی دوباره آغاز شود. بر خلاف مونا، شارلوت دست به کارهای خطرناکی علیه دخترها می‌زد، در فصل ۶ هویت خود را افشا کرد. وی در ابتدا تلاش کرد خودکشی کند ولی به اصرار دخترها و آلیسون منصرف شد و ۵ سال بعد با رضایت دخترها از زندان آزاد شد اما در شب آزادی‌اش توسط مونا وندرال کشته شد و جنازه‌اش از بالای کلیسای شهر به پایین پرتاب شد.
- A.D (ترویان بلیزاریو در نقش الکس دریک)

خواهر دوقلوی اسپنسر که ابتدا سرپرستی او به خانوادهٔ پولدار فرانسوی سپرده شد اما به دلیل اختلال شخصیتی‌اش به یتیم‌خانه فرستاده شد. ابتدا رن او را در کافه دید و او را به شارلوت معرفی کرد. بعد از مرگ شارلوت، الکس در پس انتقام به خاطر مرگ خواهرش تبدیل به A.D شد. بعد از پیدا شدن قاتل شارلوت بازی را تمام نکرد چرا که به اسپنسر و زندگی او حسادت می‌کرد و همچنین عاشق توبی شده بود. در آخر الکس توسط توبی که پی به هویت او برده بود دستگیر می‌شود و در پایان فیلم شاهد خواهیم بود که مونا الکس و مری را در خانه‌ای عروسکی زندانی می‌کند.